# Insulina icodec
L'insulina icodec (LAI287, NN1436) o insulina once a week è una formulazione di insulina sintetica della Novo Nordisk, analogo dell'insulina basale.
Essa si caratterizza per la lunghissima emivita plasmatica (≈ 196 ore pari a 8,1 giorni), questo in virtù di un legame molto stabile con l'albumina (HSA), che di fatto si comporta come una sorta di deposito plasmatico della stessa insulina. Questo consente la somministrazione della stessa insulina una sola volta alla settimana, migliorando per questo la compliance da parte dei pazienti diabetici.
Per prima al mondo il Canada e poi l'EMA il 17 maggio 2024 approvano per il trattamento del diabete negli adulti l'insulina icodec della Novo Nordisk; sarà messa in commercio con il marchio Awiqli.

## Storia

Timeline insuline

La strategia farmacologica che è alla base dello sviluppo di insuline a lunga emivita plasmatica, da somministrare una volta la settimana, consiste nel determinare un profilo di esposizione più lungo e più piatto, accoppiato con proprietà di distribuzione dei tessuti controllate e con una potenza attenuata sul recettore dell'insulina (IR); ciò porterebbe a ridurre la variabilità controllando le fluttuazioni dei livelli di glucosio durante la settimana, mantenendo un profilo di ipoglicemia accettabile e gestibile.
Inoltre nel diabete di tipo 1 (T1D) si ha anche il vantaggio di ridurre gli episodi di chetoacidosi in pazienti a più alto rischio.
Fermo restando che queste insuline hanno la limitazione dell'incapacità di adattarsi rapidamente ai cambiamenti del fabbisogno di insulina, cambiamenti che il corpo raggiunge con una secrezione di insulina endogena controllata.
Ciò comporta la necessità aggiuntiva nella gestione dei pazienti, rispetto le terapie insuliniche one day, di dover:
1. pensare ad una potenziale necessità di una dose iniziale carico una tantum,
2. la necessità di imparare a passare tra insuline una volta al giorno e una volta alla settimana,
3. gestire attivamente il paziente per dosi mancate o errori di dosaggio accidentale e
4. gestire il paziente durante ricoveri, interventi chirurgici, digiuni ed esercizio fisico.

L'insulina icodec è stata approvata per uso medico in Canada nel marzo 2024.
Il costo annuo in Canada della terapia con Awiqli oscillerà tra i 1.085 e i 1.357 $. Inoltre, è stata osservata una riduzione dei costi totali con insulina basale a causa di una maggiore aderenza ed a una riduzione delle complicanze e ricoveri per un periodo di 3 anni.
Nel marzo 2024, il Comitato per i medicinali per uso umano (CHMP) dell'Agenzia europea per i medicinali (EMA) ha adottato un parere positivo, raccomandando la concessione dell'autorizzazione all'immissione in commercio per il medicinale Awiqli, destinato al trattamento del diabete. 
Il richiedente di questo medicinale è Novo Nordisk A/S. 
L'insulina icodec è stata approvata per uso medico nell'Unione europea nel maggio 2024.

## Farmacologia
L'insulina icodec è un analogo acilato dell'insulina.
1. Icodec è un analogo dell'insulina acilata con 3 alterazioni di aminoacidi (TyrA14Glu, TyrB16His e PheB25His) pensata rispetto all'insulina umana per facilitare la stabilità e ridurre l'affinità IR. La ridotta affinità IR tempera la clearance mediata dal recettore. Un diacido icosano C20 viene aggiunto con un distanziatore e consente un legame HSA forte e reversibile per prolungare l'emivita plasmatica.
2. L'assorbimento ritardato di icodec dal sottocutaneo è ottenuto mediante dissociazione esamerica controllata dalla diffusione e legame dei monomeri con l'HSA.
3. Icodec circola principalmente in uno stato legato all'HSA con concentrazione limitata di icodec non legato. La ridotta affinità del recettore dell'insulina di icodec regola il legame con l'IR richiedendo una maggiore concentrazione locale per l'impegno dell'IR; quindi, fornendo un maggiore controllo dell'assorbimento di glucosio nel parenchima.

Legenda: HSA, albumina sierica umana; IR, recettore dell'insulina.

### Farmacocinetica

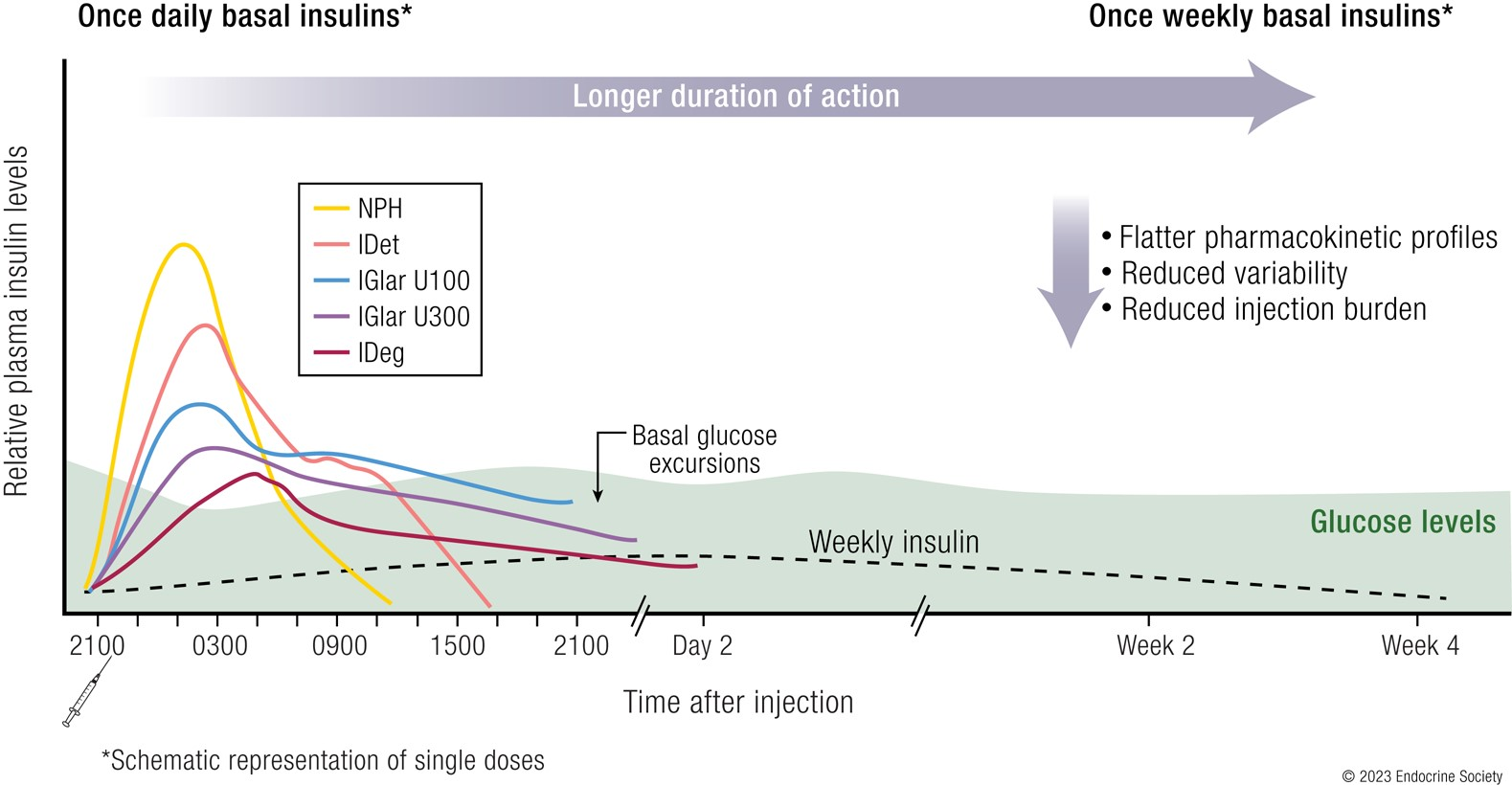
Comparazione farmacocinetica tra le insuline one day e l'insulina icodec one weekly

#### Assorbimento
- AUC e Cmax non si applicano per la somministrazione individuale a dosi diverse.
- Il T/max è di 15-18 h.
- L'emivita è di circa una settimana.
- La clearance orale (CL/F) è 0.045 L/h.
- Il volume di distribuzione (V/F) è di 9.79 L.
- L'insulina icodec ha raggiunto i livelli di stato stazionario dopo 2-3 settimane di somministrazione.

#### Distribuzione
L'affinità dell'insulina icodec con l'albumina sierica corrisponde a un legame con le proteine plasmatiche >99% nel plasma umano.

#### Metabolismo
Il metabolismo dell'insulina icodec è simile a quella dell'insulina umana.

#### Eliminazione
L'eliminazione dell'insulina icodec è simile a quella dell'insulina umana; tutti i metaboliti formati sono inattivi.

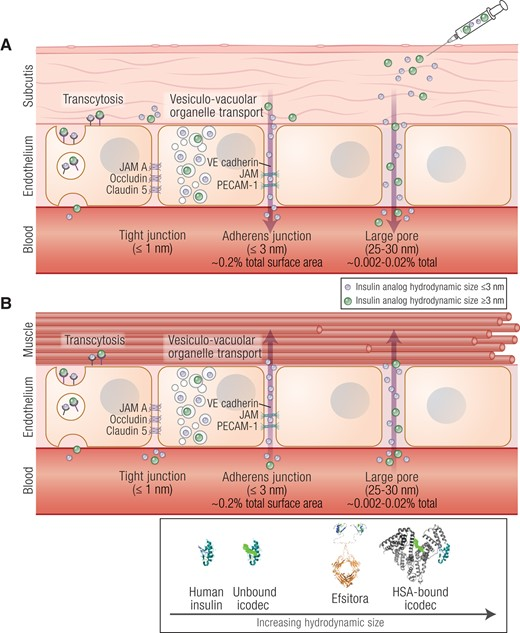
Teoria dei pori delle vie di trasporto dell'insulina.

### Farmacodinamica
Il dosaggio allo stato stazionario di insulina icodec ha prodotto un effetto ipoglicemizzante distribuito uniformemente in uno studio
con un intervallo di dosaggio settimanale.
L’effetto ipoglicemizzante dell’insulina icodec copre l’intero intervallo di dosaggio settimanale, alle dosi clinicamente rilevanti. 
L'effetto ipoglicemizzante massimo si verifica durante i giorni 2-4 dopo l'iniezione e lo stato stazionario più piatto si osserva nel profilo farmacodinamico del diabete mellito di tipo 2 rispetto al diabete mellito di tipo 1.

#### Teoria dei pori
L'acilazione della molecola proteica dell'insulina consente di avere un profilo farmacocinetico più piatto per le insuline somministrate una volta alla settimana e potrebbe tradursi in una diminuzione della variabilità glicemica quotidiana, con il conseguente potenziale vantaggio di ridurre il carico emotivo e fisico dell'imprevedibilità con la terapia insulinica, in particolare riducendo l'ipoglicemia notturna. Con l'ulteriore strategico vantaggio di semplificare i regimi posologici e migliorare l'aderenza al trattamento.
L'esposizione dell'insulina ai tessuti parenchimali (ad es. Tessuto adiposo e muscolare) è controllata da giunzioni paracellulari nell'endotelio capillare. La perfusione di questi tessuti è adeguatamente descritta dalla teoria dei pori, in cui la dimensione idrodinamica dell'insulina consente il trasporto attraverso l'endotelio capillare. Secondo questa teoria a seconda delle loro dimensioni idrodinamiche, alcune insuline basali (ad es. Insulina umana, IGlar, IDet non legato, e IDeg non associato) può usare giunzioni aderenti inferiori o uguali a 3 nm per attraversare l'endotelio capillare, mentre molecole più grandi (cioè IDet legato all'HSA, IDeg legato all'HSA) sono ipoteticamente limitati ai divari paracellulari di grandi dimensioni da 25 a 30 nm che sono meno diffusi.
Di conseguenza, la terapia insulinica basale impiegata impone quali giunzioni paracellulari possono essere utilizzate e quindi controlla l'esposizione periferica.
Le evidenze scientifiche suggeriscono che le molecole di insulina acilate (ad es. IDet e IDeg) possono possedere migliori profili epatopreferenziali, riducendo l'aumento del rischio di ipoglicemia e l'aumento di peso.

#### Interazioni
Diversi farmaci possono interaggire con farmaci attivi sul metabolismo del glucosio.
I farmaci che interaggiscono con l'insulina icodec aumentando o diminuendo la glicemia sono: alcol, beta-bloccanti, clonidina e sali di litio. La pentamidina può causare ipoglicemia, che talvolta può essere seguita da iperglicemia.
Al contrario i farmaci che possono attenuare i segni e i sintomi dell'ipoglicemia sono: beta-bloccanti, clonidina, guanetidina e la reserpina.
I farmaci che possono aumentare il rischio di ipoglicemia sono: agenti antidiabetici, ACE inibitori, agenti bloccanti i recettori dell’angiotensina II, disopiramide, fibrati, fluoxetina, inibitori delle monoaminossidasi, pentossifillina, pramlintide, salicilati, analoghi della somatostatina (ad es.octreotide) e antibiotici sulfamidici, agonisti del recettore GLP-1, DPP-4 inibitori, inibitori SGLT-2.
I farmaci che possono ridurre l'effetto ipoglicemizzante dell'insulina icodec sono: Antipsicotici atipici (ad es. olanzapina e clozapina), corticosteroidi, danazolo, diuretici, estrogeni, glucagone, isoniazide, niacina, contraccettivi orali, fenotiazine, progestinici (ad es. nei contraccettivi orali), inibitori della proteasi, somatropina, agenti simpaticomimetici (ad es. albuterolo, epinefrina, terbutalina) e ormoni tiroidei.
Non sono note interazioni con il cibo, con prodotti erboristicie con (reagenti) Test di laboratorio.

### Indicazioni

#### Diabete mellito di tipo 2
La dose iniziale raccomandata dell'insulina icodec nei pazienti naïve all'insulina con diabete mellito di tipo 2 è 70 unità somministrate una volta alla settimana.

#### Diabete mellito di tipo 1
Non esiste esperienza di studi clinici con insulina icodec in pazienti con diabete di tipo 1 non precedentemente trattati con a regime insulinico con bolo basale. L'insulina icodec deve essere utilizzato come parte di un regime insulinico con bolo basale nei pazienti con diabete di tipo 1.

#### Popolazioni speciali
Non sono note modifiche clinicamente significative sulla farmacocinetica e la farmacodinamica di popolazioni diverse come l'età, il sesso, la razza e l'etnia.
Nei soggetti con insufficienza epatica lieve e moderata si è visto un aumento della AUC e Cmax, con una moderata rilevanza clinica che non ha richiesto un ulteriore aggiustamento della dose.
Nei soggetti con insufficienza renale da moderata a grave v'è stato un aumento della AUC del 16-21%; che non ha richiesto un ulteriore aggiustamento della dose.
Nei soggetti affetti da obesità non è previsto alcun aggiustamento della dose correlato al peso corporeo.
Nelle donne in gravidanza non ci sono dati disponibili, per cui durante la gravidanza non lo è indicato.
Non esistono studi adeguati e ben controllati sulle donne che allattano; per questa ragione, l'insulina icodec non deve essere usatoùa durante l'allattamento.

## Studi
Il primo studio è stato uno studio di fase I che ha permesso di stabilire i parametri farmacocinetici dell'insulina icodec, tra cui un'emivita di 196 ore (> 1 settimana) e lo stato stazionario dopo 3-4 iniezioni settimanali.
Il primo studio sull'uomo è stato lo studio ONWARDS 1: esso è uno studio multicentrico, randomizzato in aperto con due gruppi paralleli (insulina icodec vs insulina glargine) in soggetti diabetici naive non insulino dipendenti in combinazione farmaci con antidiabetici. Obiettivo primario dello studio era dimostrare l'effetto sul controllo glicemico di una volta alla settimana insulina icodec, in combinazione con farmaci antidiabetici non insulinici, in soggetti naïve all'insulina con malattia di tipo 2 diabete. Ciò includeva il confronto della differenza nella variazione rispetto al basale dell’HbA1c tra l’insulina icodec e insulina glargine dopo 52 settimane di trattamento ad un limite di non inferiorità dello 0,3%.
Lo studio ONWARDS 3: ha studiato la somministrazione settimanalmente in combinazione con un antidiabetico non insulinico nel trattamento di pazienti con diabete di tipo 2 naïve all’insulina. 
Obiettivo primario dello studio era dimostrare l'effetto sul controllo glicemico di una volta alla settimana insulina icodec, in combinazione con farmaci antidiabetici non insulinici, in soggetti naïve all'insulina con malattia di tipo 2 diabete. Ciò includeva il confronto della differenza nella variazione rispetto al basale dell’HbA1c tra l’insulina icodec e insulina degludec dopo 26 settimane di trattamento ad un limite di non inferiorità dello 0,3%.
Lo studio ONWARDS 2 ha studiato la somministrazione settimanalmente di insulina icodec con o senza farmaci antidiabetici non insulinici in pazienti adulti con diabete di tipo 2 precedentemente trattati con insulina basale.
Obiettivo primario dello studio era dimostrare l'effetto sul controllo glicemico di una volta alla settimana insulina icodec, con o senza farmaci antidiabetici non insulinici, in soggetti con diabete di tipo 2 trattati con insulina basale. Ciò includeva il confronto della differenza nella variazione rispetto al basale dell'A1C tra insulina icodec e insulina degludec dopo 26 settimane di trattamento ad un limite di non inferiorità dello 0,3%.

## Insuline one-week
Una molecola simile in studio è l'insulina one-week della AntriaBio AB101; questa insulina ha completato uno studio di fase I.
La Eli Lilly and Company ha in studio l'insulina efsitora alfa, un agonista del recettore dell'insulina fuso con Fc.
Queste insuline somministrate una volta alla settimana forniscono un controllo glicemico comparabile agli analoghi somministrati una volta al giorno, con un rischio simile di ipoglicemia.

### Annotazioni
1. ↑  I gruppi acilici sono derivati degli acidi carbossilici e hanno la formula generale \( R-CO \) dove \( R \) è un gruppo alchilico o arilico.

Gli analoghi acilati includono farmaci, peptidi, e altre molecole bioattive che sono state modificate per migliorare la loro efficacia, stabilità o biodisponibilità. Il processo di acilazione dei farmaci, dove l'introduzione di un gruppo acilico in una molecola, può alterare la sua capacità di attraversare le membrane cellulari o la sua resistenza alla degradazione enzimatica, migliorando così il suo profilo terapeutico.

### Fonti
1. 1 2 3 4 5 6 7 8 9 10 11 12 13 14 15   Product Monograph, Including patient medication information: AWIQLI®- Solution for Injection in the FlexTouch® pre-filled pen, 700 units/mL, Subcutaneous - Insulins and analogues for injection, long-acting - ATC Code: A10AE07 - Produced by recombinant DNA technology in Saccharomyces cerevisiae (PDF), su pdf.hres.ca. URL consultato il 29 maggio 2024.
2. ↑   Insulina Icodec efficace e sicura, su DottNet.
3. ↑   Jacqueline Howard, FDA advisers weigh benefits of weekly insulin for people with diabetes, su CNN, 24 maggio 2024. URL consultato il 28 maggio 2024.
4. 1 2 3   Awiqli, su European Medicines Agency, 21 marzo 2024. URL consultato il 28 maggio 2024.
5. ↑   Diabete: approvazione europea per la prima insulina a somministrazione settimanale. Plauso di pazienti e società scientifiche, su https://www.pharmastar.it, 1º gennaio 1970. URL consultato il 28 maggio 2024.
6. 1 2 3 4 5 6 7   Correction to: “The Basis for Weekly Insulin Therapy: Evolving Evidence With Insulin Icodec and Insulin Efsitora Alfa”, in Endocrine Reviews, vol. 45, n. 3, 7 maggio 2024,  pp. 436-436, DOI:10.1210/endrev/bnae012, ISSN 0163-769X (WC · ACNP), PMC 11074785, PMID 38518751.
7. ↑   Product information, su health-products.canada.ca, 12 marzo 2024. URL consultato il 28 maggio 2024.
8. ↑   New once-weekly basal insulin green-lighted by Health Canada – BETTER, su BETTER, 10 aprile 2024. URL consultato il 29 maggio 2024.
9. ↑   Rodrigo Ribeiro E Silva, Mateus de Miranda Gauza, Maria Eduarda Schramm Guisso, Júlia Opolski Nunes da Silva e Suely Keiko Kohara, Once-Weekly Insulin Icodec vs. Once-Daily Insulin Glargine U100 for type 2 diabetes: a systematic review and meta-analysis of phase 2 randomized controlled trials, in Archives of Endocrinology and Metabolism, vol. 67, n. 5, 25 maggio 2023,  p. e000614, DOI:10.20945/2359-3997000000614, ISSN 2359-4292 (WC · ACNP), PMC 10665058, PMID 37249450.
10. ↑   Magaly Perez-Nieves, Kristina S. Boye, Jacek Kiljanski, Dachung Cao e Maureen J. Lage, Adherence to Basal Insulin Therapy Among People with Type 2 Diabetes: A Retrospective Cohort Study of Costs and Patient Outcomes, in Diabetes Therapy: Research, Treatment and Education of Diabetes and Related Disorders, vol. 9, n. 3, 2018,  pp. 1099-1111, DOI:10.1007/s13300-018-0421-5, ISSN 1869-6953 (WC · ACNP), PMC 5984924, PMID 29644618.
11. ↑   Anna Volpicelli, Dal CHMP raccomandati 12 nuovi farmaci, su Farmacia News, 11 aprile 2024. URL consultato il 28 maggio 2024.
12. ↑   Public Health, su Union Register of medicinal products, 21 maggio 2024. URL consultato il 28 maggio 2024.
13. ↑   Julio Rosenstock, Rattan Juneja, John M Beals, Julie S Moyers, Liza Ilag e Rory J McCrimmon, The Basis for Weekly Insulin Therapy: Evolving Evidence With Insulin Icodec and Insulin Efsitora Alfa, in Endocrine Reviews, vol. 45, n. 3, 7 maggio 2024,  pp. 379-413, DOI:10.1210/endrev/bnad037, ISSN 0163-769X (WC · ACNP), PMC 11091825, PMID 38224978.
14. ↑   R. Herring, R. H. Jones e D. L. Russell-Jones, Hepatoselectivity and the evolution of insulin, in Diabetes, Obesity & Metabolism, vol. 16, n. 1, 2014,  pp. 1-8, DOI:10.1111/dom.12117, ISSN 1463-1326 (WC · ACNP), PMID 23679086.
15. ↑   Dale S. Edgerton, Mary C. Moore, Jason J. Winnick, Melanie Scott, Ben Farmer, Helle Naver, Claus B. Jeppesen, Peter Madsen, Thomas B. Kjeldsen, Erica Nishimura, Christian L. Brand e Alan D. Cherrington, Changes in glucose and fat metabolism in response to the administration of a hepato-preferential insulin analog, in Diabetes, vol. 63, n. 11, 2014,  pp. 3946-3954, DOI:10.2337/db14-0266, ISSN 1939-327X (WC · ACNP), PMC 4392933, PMID 24947349.
16. ↑   S. V. M. Hordern, J. E. Wright, A. M. Umpleby, F. Shojaee-Moradie, J. Amiss e D. L. Russell-Jones, Comparison of the effects on glucose and lipid metabolism of equipotent doses of insulin detemir and NPH insulin with a 16-h euglycaemic clamp, in Diabetologia, vol. 48, n. 3, 2005,  pp. 420-426, DOI:10.1007/s00125-005-1670-1, ISSN 0012-186X (WC · ACNP), PMID 15729576.
17. ↑   Dale S. Edgerton, Melanie Scott, Ben Farmer, Phillip E. Williams, Peter Madsen, Thomas Kjeldsen, Christian L. Brand, Christian Fledelius, Erica Nishimura e Alan D. Cherrington, Targeting insulin to the liver corrects defects in glucose metabolism caused by peripheral insulin delivery, in JCI Insight, vol. 4, n. 7, 4 aprile 2019, DOI:10.1172/jci.insight.126974, ISSN 2379-3708 (WC · ACNP), PMC 6483654, PMID 30830873.
18. ↑   Katrin Tiffner, Beate Boulgaropoulos, Christian Höfferer, Thomas Birngruber, Niels Porksen, Helle Linnebjerg, Parag Garhyan, Eric Chen Quin Lam, Mary Pat Knadler, Thomas R. Pieber e Frank Sinner, Quantification of Basal Insulin Peglispro and Human Insulin in Adipose Tissue Interstitial Fluid by Open-Flow Microperfusion, in Diabetes Technology & Therapeutics, vol. 19, n. 5, 2017,  pp. 305-314, DOI:10.1089/dia.2016.0384, ISSN 1520-9156 (WC · ACNP).
19. ↑   Awadhesh Kumar Singh, Akriti Singh, Ritu Singh e Anoop Misra, Once-weekly basal insulin icodec: Looking ONWARDS from pharmacology to clinical trials, in Diabetes & Metabolic Syndrome, vol. 16, n. 9, 2022,  p. 102615, DOI:10.1016/j.dsx.2022.102615, ISSN 1878-0334 (WC · ACNP), PMID 36108418.
20. ↑   Harpreet S. Bajaj e Ronald M. Goldenberg, Insulin Icodec Weekly: A Basal Insulin Analogue for Type 2 Diabetes, in TouchREVIEWS in Endocrinology, vol. 19, n. 1, 2023,  pp. 4-6, DOI:10.17925/EE.2023.19.1.4, ISSN 2752-5457 (WC · ACNP), PMC 10258611, PMID 37313230.
21. ↑   Ildiko Lingvay, Marisse Asong, Cyrus Desouza, Pierre Gourdy, Soumitra Kar, André Vianna, Tina Vilsbøll, Siri Vinther e Yiming Mu, Once-Weekly Insulin Icodec vs Once-Daily Insulin Degludec in Adults With Insulin-Naive Type 2 Diabetes: The ONWARDS 3 Randomized Clinical Trial, in JAMA, vol. 330, n. 3, 18 luglio 2023,  pp. 228-237, DOI:10.1001/jama.2023.11313, ISSN 1538-3598 (WC · ACNP), PMC 10354685, PMID 37354562.
22. ↑   Athena Philis-Tsimikas, Marisse Asong, Edward Franek, Ting Jia, Julio Rosenstock, Karolina Stachlewska, Hirotaka Watada e Monika Kellerer, Switching to once-weekly insulin icodec versus once-daily insulin degludec in individuals with basal insulin-treated type 2 diabetes (ONWARDS 2): a phase 3a, randomised, open label, multicentre, treat-to-target trial, in The Lancet. Diabetes & Endocrinology, vol. 11, n. 6, 2023,  pp. 414-425, DOI:10.1016/S2213-8587(23)00093-1, ISSN 2213-8595 (WC · ACNP), PMID 37148899.
23. ↑   Home, su Rezolute Bio, 6 marzo 2024. URL consultato il 29 maggio 2024.
24. ↑   Drug Name, A Phase I, First-in-Human Clinical Trial of AB 101 (Insulin) in Subjects with Type 1 Diabetes Mellitus, su AdisInsight, 18 dicembre 2019. URL consultato il 1º maggio 2021.
25. ↑   Inc. AntriaBio, AntriaBio Formally Engages CRO for the Conduct of its Phase I First-in-Human Clinical Trial of AB101, su GlobeNewswire News Room, 1º maggio 2017. URL consultato il 1º maggio 2021.
26. 1 2   Correction to: “The Basis for Weekly Insulin Therapy: Evolving Evidence With Insulin Icodec and Insulin Efsitora Alfa”, in Endocrine Reviews, vol. 45, n. 3, 7 maggio 2024,  pp. 436-436, DOI:10.1210/endrev/bnae012, ISSN 0163-769X (WC · ACNP).